# Omicrus palmarum
Omicrus palmarum är en skalbaggsart som först beskrevs av Schwarz 1878.  Omicrus palmarum ingår i släktet Omicrus och familjen palpbaggar. Inga underarter finns listade i Catalogue of Life.